# PhoneGap
PhoneGap je moderní framework pro mobilní aplikace. Je založen na HTML5, CSS3 a JavaScriptu. Aplikace napsané ve frameworku jsou zobrazeny na mobilním zařízení jako WebView s plnou velikostí displeje. Zároveň lze využívat prvky operačního systému a hardware. Propojování funguje na bázi pluginů, které jsou již napsané v nativním kódu. Momentálně podporuje většinu mobilních platforem na trhu. Framework je distribuován pod licencí Apache a aktivní komunita zajišťuje jeho vývoj.